# Santuario di Bonany di Petra

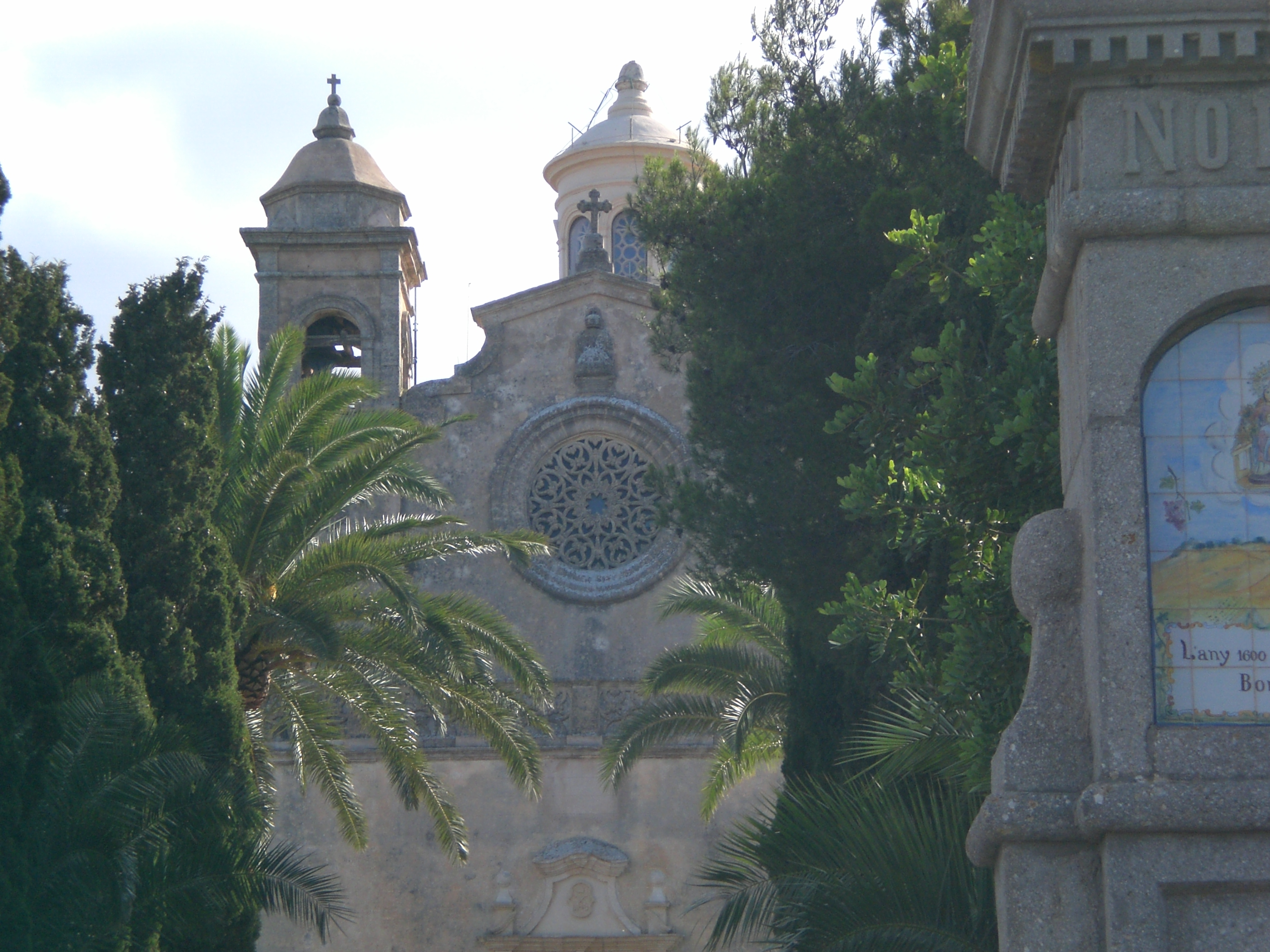
La facciata del santuario.

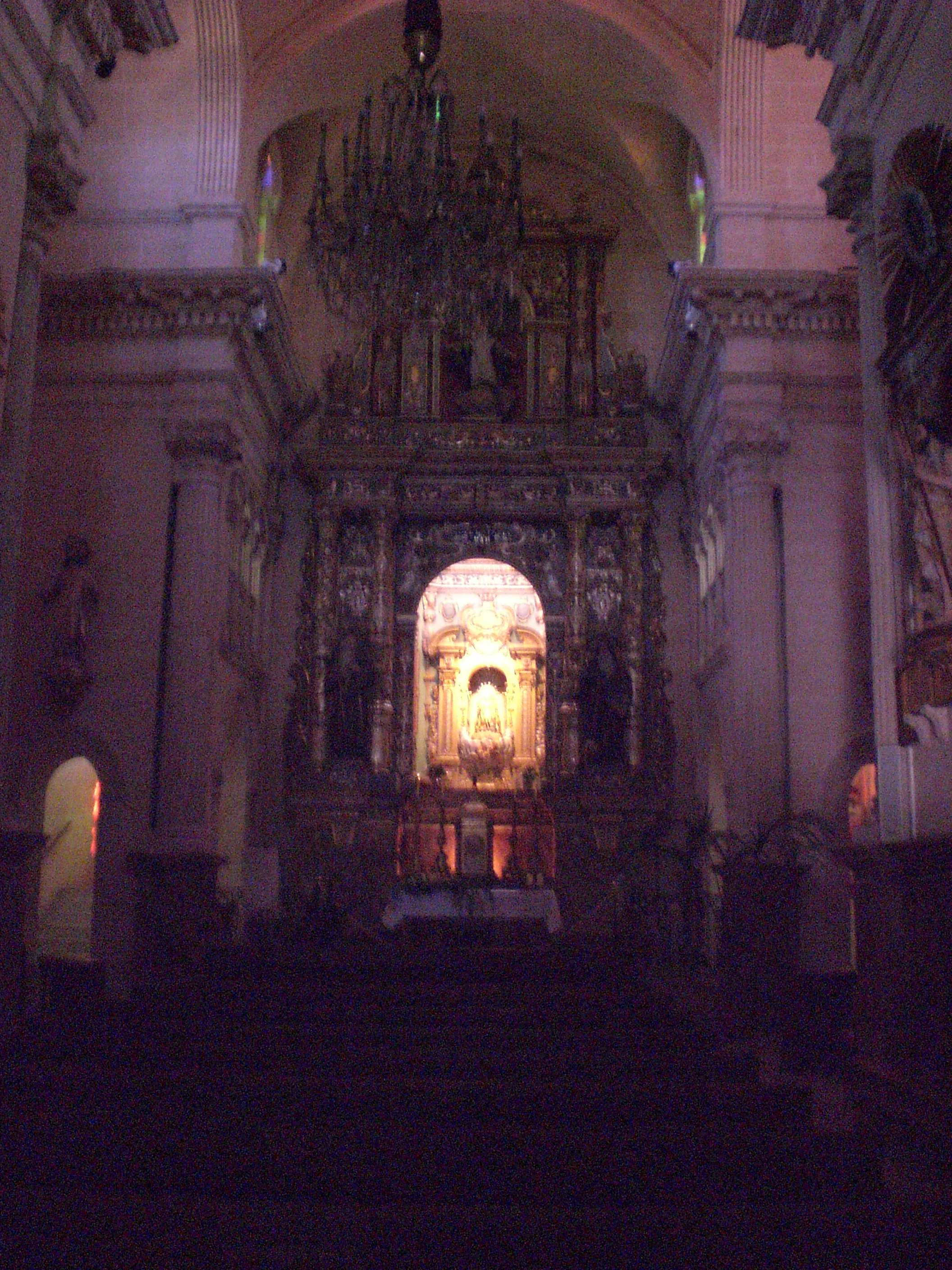
L'interno cupo della chiesa.

Il santuario di Bonany è una chiesa moderna situata a pochi chilometri dalla città di Petra, in Spagna, nell'entroterra dell'isola di Maiorca, arcipelago delle Baleari.
Dal santuario si gode di un bellissimo panorama della cittadina di Petra e dei suoi tetti brunastri. Con buone condizioni di tempo dalla sommità della collinetta si può scorgere l'azzurro del mare.
Si raggiunge prendendo una stradina che gira attorno a una collinetta e sale, compiendo un tragitto di circa venti minuti, dopodiché si arriva in cima, dove c'è un ampio parcheggio.
L'interno è cupo ma barocco.